# بانک امانت

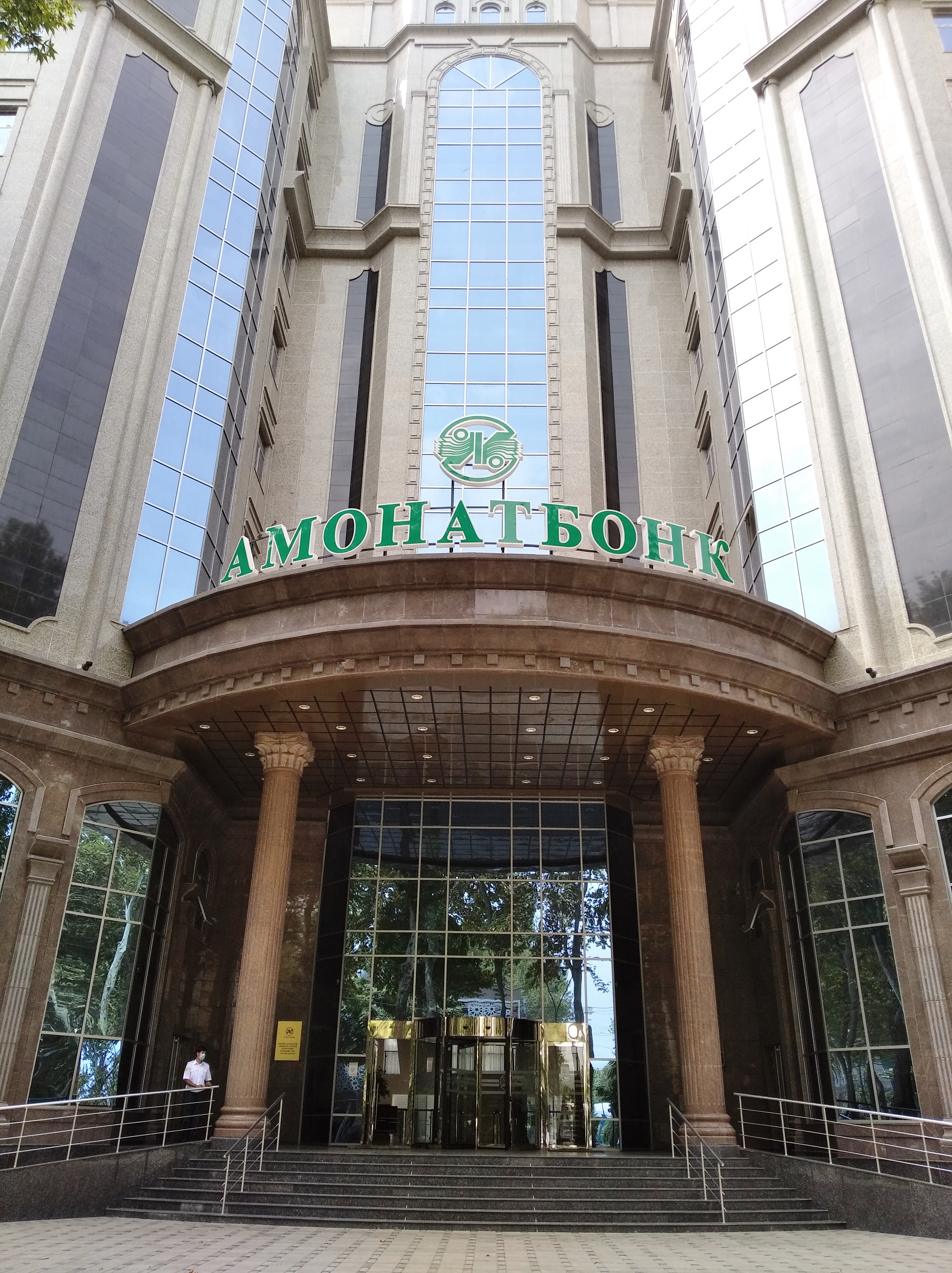
شعبهٔ مرکزی بانک امانت، شهر دوشنبه، تاجیکستان

بانک امانت یا امانت‌بانک (نام کامل: بانک پس‌انداز دولتی "امانت‌بانک") بانک پس‌انداز دولتی تاجیکستان است که یک بانک تخصصی برای ارائهٔ خدمات به مردم است. مؤسس آن وزارت دارایی جمهوری تاجیکستان است.

## خدمت‌رسانی
بانک امانت در کنار فعالیت‌های سنتی بانک‌داری، خدماتی در مورد پرداخت به بازنشستگان (نفقه‌خوران)، جذب وجوه عمومی (مبلغ‌های آزاد) برای پس‌انداز، پذیرش پرداخت قبض‌ها از مردم، پرداخت غرامت (جبران‌پولیها)، اعطای وام ترجیحی (قرض‌های امتیازناک) به خانواده‌های فقیر، معاملات اوراق بهادار (کاغذهای قیمت‌ناک)، اوراق قرضه (وام‌برگها) و… ارائه می‌کند.
بانک امانت دارای شبکهٔ گسترده خدماتی، با ۵ شعبهٔ منطقه‌ای، ۷۰ شعبه در شهرستان‌ها و ناحیه‌ها و ۵۰۶ نمایندگی می‌باشد. بانک امانت با ۱۲ سامانهٔ انتقال آنی وجه همکاری می‌کند و بخش‌های آن دارای ۱۲۲ نقطه انتقال با ۱۰۶۱ کلید نقطهٔ دستیابی (اکسس‌پوینت) می‌باشد.

## سرمایه
در سال ۲۰۰۹ کل سرمایهٔ بانک امانت ۱۱۲٫۲ میلیون، دارایی ۶۵۰٫۵ میلیون و درآمد خالص آن ۶٫۲ میلیون سامانی بوده‌است. در این مدت در مجموع ۲۲۲٫۹ میلیون دلار توسط شعب امانت بانک دریافت شد. جذب سرمایه‌های داخلی و خارجی و حمایت از پروژه‌های راهبردی بزرگ و کوچک در این زمینه در تاجیکستان و کاهش سطح فقر (پست نمودن سطح کم‌بضاعتی)، اولویت فعالیت مالی (افضلیّتناک فعالیّت مالیوی) بانک امانت است. طی سالهای ۲۰۰۸ تا ۲۰۱۰، ۸۰ میلیون سامانی از بودجهٔ ملی برای گسترش کشاورزی از طریق مؤسسات بانک امانت در اختیار ۱۰۴۳ مزرعهٔ کاشت پنبه (خواجگی پَختَه‌کاری) استان‌های سغد و ختلان قرار گرفت. موسسات بانک امانت در سال ۲۰۰۹ به ۱۱۵۵۶ مشتری به مبلغ ۲۰۸٫۶ میلیون سامانی وام دادند و به بیش از ۵۳۵ هزار مستمری‌بگیر خدمت رساندند.

## سیاست مالی و اقتصادی
بانک امانت یکی از قدرتمندترین بانک‌های جمهوری تاجیکستان محسوب می‌شود و سهم بسزایی در پیشبرد سیاست‌های اقتصادی، مالی و اجتماعی این کشور دارد و به ارائهٔ وام ترجیحی (وام امتیازناک) به کارآفرینان (صاحب‌کاران) کوچک و متوسطی که در فعالیت‌های تولیدی مشغول هستند، می‌پردازد. همچنین به تأمین مالی عملیات‌های تجاری (مبلغ‌گذاری تجارت) و جلوگیری از عواقب بحران‌های مالی و اقتصادی جهانی کمک می‌کند.

## همکاری بین‌المللی
بانک امانت یکی از اعضای اتحادیه جهانی ارتباطات مالی بین‌بانکی است و به شبکهٔ سوئیفت متصل است. عضو مؤسسهٔ جهانی پس‌انداز و عضو اتحادیهٔ بین‌بانکی سازمان همکاری شانگهای است.
- بانک توسعهٔ دولتی چین
- بانک توسعهٔ اسلامی
- بانک توسعهٔ اروپا

بر اساس نتایج برنامهٔ «رهبران قرن بیست و یکم» که در بیش از ۲۰ کشور منطقهٔ اوراسیا اجرا می‌شود، بانک امانت موفق به دریافت جایزهٔ بین‌المللی «یوز طلایی» شده‌است. همچنین کمیتهٔ مجمع تجارت اروپا از فعالیت بانک امانت قدردانی کرد و جایزه بین‌المللی «کیفیت اروپایی» را به آن اعطا کرد.